# バスケットボールサウジアラビア代表
バスケットボールサウジアラビア代表（Saudi Arabia national basketball team）は、サウジアアラビアバスケットボール連盟により国際大会に派遣されるバスケットボールのナショナルチームである。

## 主な国際大会成績
1989年、アジア選手権に初出場。最高成績は1999年アジア選手権の3位。2007年アジア選手権は棄権した。
- オリンピック
  - 出場なし
- ワールドカップ（旧世界選手権）
  - 出場なし
- FIBA男子アジアカップ（旧アジア選手権）
  - 3位：1回（1999）
- アジア競技大会
  - 7位：1回（1994）